# Chess960@home
Chess960@home era un progetto di calcolo distribuito per creare un vasto database pubblico e gratuito di partite complete di Scacchi960.

## Funzionamento
Nel progetto una mezza-mossa è una "workunit". Il deadline (cioè entro quanto tempo i risultati devo essere ritrasmessi per essere validi) è circa dodici ore. Questo lo caratterizza come molto più breve rispetto agli progetti di calcolo distribuito che in genere stanno sulle settimane o mesi.
Una workunit viene elaborata in brevissimo tempo, in genere da 1 a 15 minuti.
Una intera partita impiega dalle 60 alle 80 mosse circa, tradotto in workunit queste diventano 120-160. Ogni giorno ci sono centinaia di partite che vanno in parallelo e ne vengono completate circa 50-60 al giorno.

## Successi
Il 24 settembre 2006 il progetto raggiungeva i 3000 giochi completi di mosse disponibili nel database.

## Software
La parte di calcolo è svolta da un software che utilizza la struttura di BOINC e ed è usabile su GNU/Linux, macOS e Microsoft Windows.